# 양지원 (축구인)
양지원(梁志源, 1974년 4월 28일 ~ ) 대한민국의 전직 축구 선수로, 포지션은 골키퍼였다.